# Emil Ernst Ronner
Emil Ernst Ronner (* 11. September 1903 in St. Gallen; † 14. März 2000 in Bern) war ein Schweizer Lehrer, Schriftsteller und Politiker.

## Leben

### Familie
Emil Ernst Ronner war der Sohn des Bahnbeamten Heinrich Ronner (* 1871; † 5. Januar 1962) und dessen Ehefrau Anna Maria, geborene Koch.
Er war seit dem 22. Juli 1938 mit Liselotte, der Tochter von Moritz Lindenmeyer († 1923), Pfarrer in Rohrbach und Jegenstorf, verheiratet und lebte mit seiner Familie in Oppikon; gemeinsam hatten sie zwei Töchter.
Ab 1941 war er in der Monbijoustr. 94 in Bern gemeldet.

### Werdegang
Nach Beendigung seiner Matura in Bern, erhielt Emil Ernst Ronner von 1922 bis 1924 eine kaufmännische Ausbildung in der Handelsabteilung des Städtischen Gymnasiums (heute Gymnasium Kirchenfeld) in Bern und war anschliessend im Buchhandel tätig.
Zur Ausbildung zum Primarlehrer besuchte er von 1927 bis 1928 das Lehrerseminar in Muristalden (heute Campus Muristalden).
Er hielt sich zu Sprachstudien in Paris sowie London auf und war von 1928 bis 1934 als Lehrer am Landerziehungsheim Hof Oberkirch in Kaltbrunn, das von Hermann Tobler (1872–1933) geleitet wurde, beschäftigt. Nach weiteren Sprach- und kunstgeschichtlichen Studien in Florenz und Uppsala war er von 1934 bis 1941 freier Schriftsteller und Journalist beim Berner Tagblatt, bevor er von 1941 bis 1965 wieder als Lehrer an der Primarschule im Quartier Länggasse in Bern tätig war; in dieser Zeit war er von 1952 bis 1963 für die Evangelische Volkspartei als Berner Stadtrat in der Fürsorgekommission sowie von 1960 bis 1965 Grossrat; bereits 1943 war er als Ersatzmann für den Stadtrat und 1955 zum Vizepräsidenten der Ortsgruppe der Evangelischen Volkspartei gewählt worden.
1954 erfolgte seine Wahl zum Präsidenten des Kirchengemeinderats der Heiliggeistkirchgemeinde und später der Gesamtkirchgemeinde; dazu war er Mitglied der Kirchenverwaltungskommission.

### Schriftstellerisches und gesellschaftliches Wirken
1924 erschien das Märchenbuch Im Lande der Träume von Emil Ernst Ronner und in der Folge veröffentlichte er überwiegend christlich geprägte Kinder- und Jugendbücher sowie Übersetzungen aus dem Französischen und dem Englischen, unter anderem von Jules Verne und Hector Malot. In den 1950er Jahren erschienen dann vermehrt biografische Romane.
In den 1920er Jahren begann er auch mit eigenen Radiosendungen für Kinder und Jugendliche. Seine Bücher wurden auch nach seinem Tod verlegt.
1962 setzte er sich für den Ausbau der Kirchenfeldstrasse in Bern ein.

## Mitgliedschaften
1949 trat Emil Ernst Ronner von seinem Amt als Präsident der Vereinigung der Berner Marionettenfreunde zurück.

## Ehrungen und Auszeichnungen
1952 erhielt Emil Ernst Ronner für seine Novelle Friedberg einen Preis der Schweizerischen Schillerstiftung und 1953 für die Neufassung klassischer Jugendbücher sowie 1957 für sein Buch Der Mann mit der Laterne, in Verbindung jeweils mit 500 Franken, den Berner Literaturpreis der Stadt.
1968 erhielt er von der Grossloge der Freimaurer des Schweizerischen Odd-Fellow-Bundes den zweiten schweizerischen Odd-Fellow-Preis in Verbindung mit 1.000 Franken.

## Schriften (Auswahl)
- Im Lande der Träume. 1924.
- Silvester der Einsame. Die Geschichte eines eigenen. 1925.[25]
- Aqua temporis praeteriti. In: Nebelspalter, Band 52, Heft 9. 1926. S. 2 (Digitalisat in E-Periodica).
- Aqua temporis praeteriti (II). In: Nebelspalter, Band 52, Heft 10 1926. S. 2 (Digitalisat in E-Periodica).
- Im Märchenwald. Mit Illustrationen von Rudolf Münger. Meiringen, 1927.
- Florens der Pfadfinder. 1928.[26]
- Das Paradies am Blütenfluß – ein Roman für die Jugend. Reutlingen: Ensslin & Laiblins Verlagsbuchhandlung, 1930.
- Luigis große. Tat. Eine Erzählung aus dem Tessin. Reutlingen: Ensslin & Laiblins Verlagsbuchhandlung, 1933.
- Der Sterngucker und die sieben guten Geister. Reutlingen: Ensslin & Laiblins Verlagsbuchhandlung, 1933.
- Hubert findet seinen Weg. 1937.
- Aufstand in Schloss Schweigen. St. Gallen: Evangelische Gesellschaft, 1938.[27]
- Föhnsturm. St. Gallen: Evangelische Gesellschaft, 1939.
- Ino erobert die Welt. St. Gallen: Evangelische Gesellschaft, 1940.
- Peterli im Meisennest. St. Gallen: Evangelische Gesellschaft, 1941.
- Stille Nacht, Heilige Nacht – zwei Weihnachtserzählungen. Bern: Hallwag, 1942.
- Tommy reist nach Afrika. Bern: Hallwag, 1942.
- Kasperli im Zauberland. 1943.
- Jules Verne; Emil Ernst Ronner: Reise um die Erde in achtzig Tagen. 1944.
- Peter findet eine Heimat. 1945.
- Frederick Marryat; Emil Ernst Ronner: Sigismund Rüstig. 1947.
- Bernardo entdeckt die Niemandskinder. St. Gallen: Vadian-Verlag, 1949.
- Christoph von Schmid; Emil Ernst Ronner:  Anselm und andere Erzählungen. St. Gallen: Vadian-Verlag, 1949.
- Christoph von Schmid; Emil Ernst Ronner: Timotheus und Philomen. 1951.
- Die lieben alten Weihnachtslieder. Basel: Reinhardt, 1951.[28]
- Hector Malot; Emil Ernst Ronner: Daheim. 1952.[29]
- Friedberg. St. Gallen: Vadian-Verlag, 1952.
- Land im Licht. 1954.
- Der Mann mit der Laterne: das Leben Thomas John Barnardos. St. Gallen: Vadian-Verlag, 1955.[30]
- Lichtenstein – ein historischer Roman. Wiesbaden: Vollmer, 1955.
- Die heiligste der Nächte. Basel: Reinhardt, 1960.
- Die lieben alten Weihnachtslieder – als sie zum Erstenmal erklangen. Basel: Reinhardt, 1960.
- Jonathan Swift; Emil Ernst Ronner: Gullivers Reisen zu den Zwergen und Riesen. Wiesbaden: Vollmer, 1960.
- Ekkehard – ein historischer Roman. Wiesbaden: Vollmer, 1960.
- Die Ostereier. St. Gallen: Vadian-Verlag, 1961.
- Sie haben seinen Stern gesehen. Basel: Reinhardt, 1961.
- In dulci jubilo. Basel: Reinhardt, 1962.[31]
- Friedemann Bach – ein Künstlerroman. 1962.
- Marie Durand: das Leben einer Hugenottin. Basel: Reinhardt, 1963.[32]
- Arnold Brémond; Emil Ernst Ronner: Land im Licht. Basel: Reinhardt, 1963.[33]
- Jochem Glaser. Basel: Reinhardt, 1965.[34]
- Der Dichter und die Nachtigall. In: Der Bund vom 24. Dezember 1965. S. 16–17 (Digitalisat).
- Blanche Gamond. Oder die Krone des Lebens. Basel: Reinhardt, 1967.
- Der vierte Weise aus dem Morgenland. Basel: Reinhardt, 1967.
- Hell strahlt der Weihnachtsstern. Basel: Reinhardt, 1970.
- Bernardos Strolche. 1972.
- Die Kerze aus den Katakomben. Basel: Reinhardt, 1975.
- Sälber mache; Selber machen: Basteln mit Emil Ernst Ronner. Gümligen: Zytglogge, 1983.[35]
- Heimatlos. Aarau: Sauerländer, 1983 (15. Auflage).
- Der Dichter und die Nachtigall – die grosse Liebe des Märchendichters Hans Christian Andersen. Bern: Gute Schriften, 1990.
- Marie Durand oder der Turm der Constance. 2002.